# 圣桑松德邦福塞
圣桑松德邦福塞（法語：Saint-Samson-de-Bonfossé，法語發音：[sɛ̃ sɑ̃sɔ̃ də bɔ̃fose]）是法国芒什省的一个旧市镇，属于圣洛区。2016年，圣桑松德邦福塞与临近的3个市镇合并为新市镇布尔瓦莱，圣桑松德邦福塞为新市镇的行政中心。

## 地理
圣桑松德邦福塞（49°2'56"N, 1°7'44"W）面积6.28 平方千米，位于法国诺曼底大区芒什省，该省份为法国西北部沿海省份，西、北、东北三面环大西洋，东起顺时针与卡爾瓦多斯省、奧恩省、马耶讷省和伊勒-维莱讷省接壤。
与圣桑松德邦福塞接壤的市镇（或旧市镇、城区）包括：圣埃布勒蒙-德邦福塞。

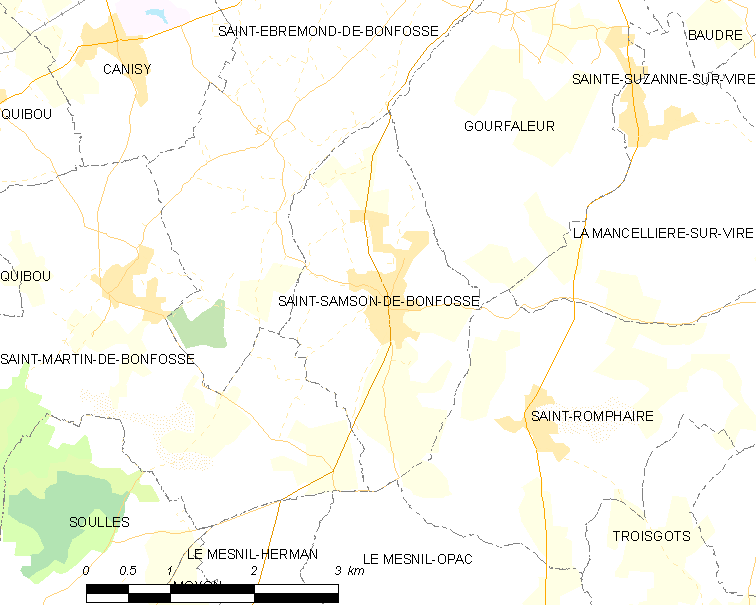
圣桑松德邦福塞的OSM定位图

圣桑松德邦福塞的时区为UTC+01:00、UTC+02:00（夏令时）。

## 行政
圣桑松德邦福塞的邮政编码为50750，INSEE市镇编码为50546。

## 政治
圣桑松德邦福塞所属的省级选区为圣洛第二县。

## 人口

1962-2008年间圣桑松德邦福塞人口变化图示

圣桑松德邦福塞于2018年1月1日时的人口数量为879人。